# Municipio de Florence (condado de Stephenson)
El municipio de Florence (en inglés: Florence Township) es un municipio ubicado en el condado de Stephenson en el estado estadounidense de Illinois. 

## Geografía
El municipio de Florence se encuentra ubicado en las coordenadas 42°14′33″N 89°41′37″O / 42.24250, -89.69361. Según la Oficina del Censo de los Estados Unidos, el municipio tiene una superficie total de 87.69 km², de la cual 87,66 km² corresponden a tierra firme y (0,04 %) 0,03 km² es agua.

## Demografía
Según el censo de 2010,había 1293 personas residiendo en el municipio de Florence. La densidad de población era de 14,74 hab./km². De los 1293 habitantes, el municipio de Florence estaba compuesto por el 96,29 % blancos, el 1,08 % eran afroamericanos, el 0,23 % eran amerindios, el 0,93 % eran asiáticos y el 1,47 % eran de una mezcla de razas. Del total de la población el 1,62 % eran hispanos o latinos de cualquier raza.
Según el censo de 2020, contaba con 1160 residentes, de los cuales 1077 eran blancos, 8 asiáticos, 24 afroamericanos, 27 hispanos o latinos, 8 de otra raza y 43 de dos o más razas. La tasa de empleo resultó en 53,1% y el ingreso medio familiar en US$68,466.